# Daniela Schwarz
Daniela Regula Schwarz (Zurigo, 9 settembre 1985) è una calciatrice svizzera, di ruolo difensore, al 2017 svincolata.

## Carriera

### Club
È stata calciatrice della squadra universitaria di Lindsey Wilson College, successivamente ha giocato in Nordamerica nel campionato United Soccer Leagues W-League nel ruolo di difensore nella squadra del Club Indiana e del Toronto Lady Lynx. Dopo è tornata in Svizzera per giocare nel Grasshopper, partecipante al campionato di Lega Nazionale A, poi si è trasferita in Norvegia nel 2012 nel Kolbotn. Nelle stagioni 2014 e 2015 ha giocato per il Vålerenga.

### Nazionale
Il suo debutto nella squadra nazionale di calcio femminile della Svizzera avviene nel luglio 2009 in una partita persa per 5-0 contro i Paesi Bassi. Nel 2015 ha fatto parte della squadra svizzera che ha partecipato al campionato mondiale.

## Palmarès
- Coppa Svizzera: 1

GC/Schwerzenbach: 2008